# Ginučiai
Ginučiai è un villaggio del distretto di Ignalina della contea di Utena, nell'est della Lituania. Secondo un censimento del 2011, la popolazione ammonta a 44 abitanti.
È attraversata dal fiume Srovė e rientra nell’areale del parco nazionale dell'Aukštaitija.
Il mulino ad acqua (costruito nel XVI secolo) è un'importante attrazione turistica e un monumento tecnico protetto: I marchingegni che lo compongono sono ancora quelli autentici e all’interno si tengono talvolta esposizioni culinarie. Dal 1945, il mulino è stato adoperato nell’ambito della fattoria collettiva locale soppressa nel 1978.

## Storia

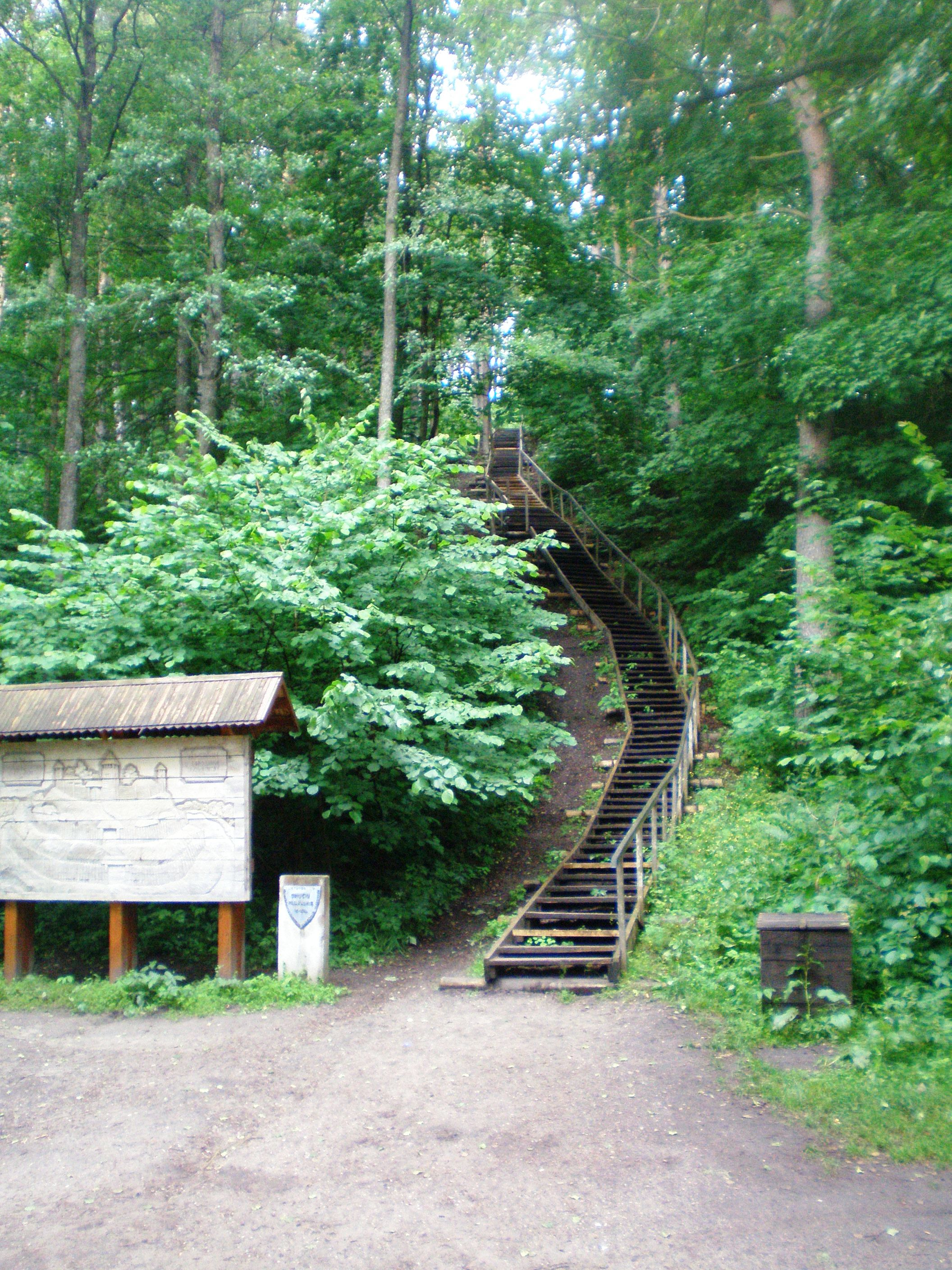
La collina sita tra Ginučiai e Linkmenys.

Si ritiene che sull’attuale insediamento di Ginučiai vi fosse il castello di Linkmenys, distrutto dai cavalieri dell’Ordine livoniano nel 1373. Il villaggio è stato menzionato per la prima volta in atti ufficiali dal 1554.
Prima del 1905, il nobile locale Silvestras Gimžauskas, figura controversa per la storiografia lituana, intendeva espropriare il mulino appartenente alla comunità (come le rive del fiume). Si dice che, nonostante tutti i mulini fossero stati requisiti ai contadini, questi ultimi uomini dissero: "Puoi prendere il mulino, ma non potrai prenderti l'acqua". La notte stessa, alcuni di questi uomini scesero in fondo al ruscello e posizionarono rami, sassi e altri oggetti al fine di ostacolare lo scorrere del corso d’acqua. Il mulino fu invaso dal fango e gli uomini arrestati: nacque così una controversia giudiziaria, al termine della quale si decise di riassegnare il possesso del mulino al villaggio.
In epoca sovietica, l'insediamento divenne sede di fattorie collettive: fu inoltre edificata una scuola elementare, un centro medico e una segheria, oltre ad una biblioteca costruita in seguito (nel 1962). Le aree boschive che circondano l’insediamento, coprono 2901 ettari.

## Turismo
L’amministrazione locale cerca stabilmente di incentivare il turismo rurale su gite in barca sul corso d’acqua e percorsi pedonali che conducono alla vicina Palūšė.